# Saint-Hippolyte-le-Graveyron
Saint-Hippolyte-le-Graveyron är en kommun i departementet Vaucluse i regionen Provence-Alpes-Côte d'Azur i sydöstra Frankrike. Kommunen ligger i kantonen Carpentras-Nord som tillhör arrondissementet Carpentras. År 2022 hade Saint-Hippolyte-le-Graveyron 170 invånare.

## Befolkningsutveckling
Antalet invånare i kommunen Saint-Hippolyte-le-Graveyron
| Referens: INSEE |